# إشعاع نسبوي

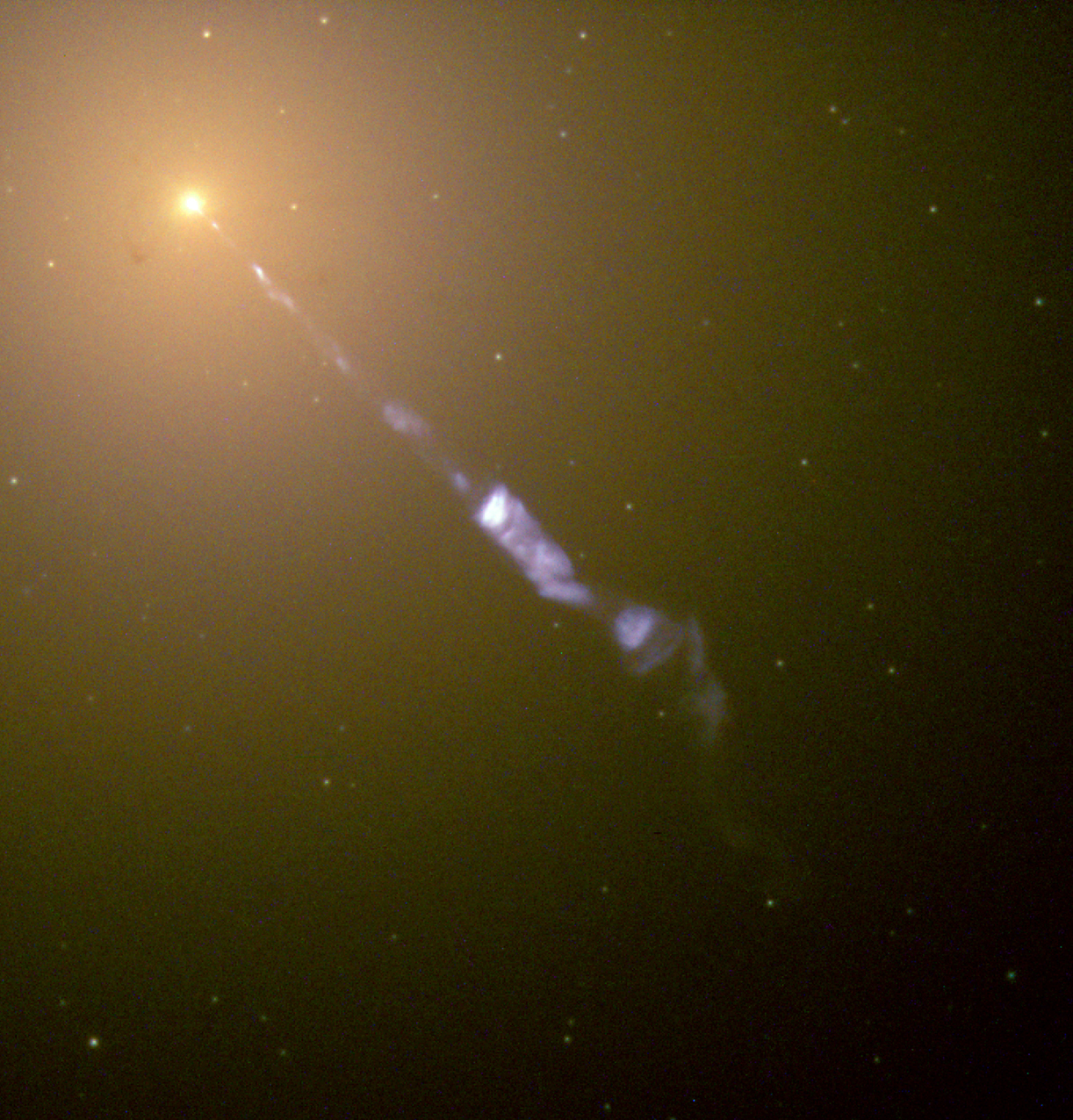
يظهر نفث واحد فقط في مجرة مسييه 87 الإهليلجية الفائقة العملقة.

الإشعاع النسبوي (المعروفة أيضًا باسم إشعاع دوبلر أو اندفاعات دوبلر أو تأثير المصباح الأمامي) هي عملية تعدل بها التأثيرات النسبوية الإضاءة الظاهرية للمواد المنبعثة التي تتحرك بسرعات قريبة من سرعة الضوء. في السياق الفلكي، يحدث الإشعاع النسبوي عادةً في حالة وجود نفثَيْن نسبويين بلازميين متعاكسين ينشآن من جُرم مركزي متراص يراكم المادة. يُستعان بالأجسام المتراكمة والانبعاثات النسبية لشرح الظواهر المرصودة التالية: ثنائيات الأشعة السينية، وانفجارات أشعة غاما، والأنوية المجرية النشطة (إيه جي إن) على نطاق أكبر بكثير. (ترتبط النجوم الزائفة أيضًا بالأجسام المتراصة التراكمية، ولكن يُعتقد أنها إحدى أشكال إيه جي إن.)
يؤثر الإشعاع على الإضاءة الظاهرية للأجرام المتحركة تمامًا مثل تأثير المنارة على مظهر الضوء الصادر منها: يظهر الضوء خافتًا أو غير مرئي للسفينة إلا عندما تتجه المنارة الدوارة نحوها. يوضح ما يسمى بتأثير المنارة مدى أهمية اتجاه الحركة بالنسبة للراصد. تخيل سحابةً غازية تتحرك بالنسبة للراصد وتصدر إشعاعًا كهرومغناطيسيًا. إذا كان الغاز يتحرك باتجاه الراصد، فسيكون أكثر سطوعًا مما لو كان ساكنًا، ولكن إذا كان يبتعد، فسيبدو أكثر خفوتًا. يتضح حجم التأثير في تدفقات إيه جي إن الخاصة بمجرة إم 87 و3 سي 319. تحتوي مجرة إم 87 على تدفقين ماديين، أحدها مُوجه نحو الأرض والآخر بعيدًا عنها بشكلٍ مباشرٍ تقريبًا؛ التدفق الموجه نحو الأرض مرئي بوضوح (الدفق المادي الطويل المائل للزرقة في الصورة العلوية)، في حين أن التدفق الآخر أكثر خفوتًا لدرجة تحول دون رؤيته. في مجرة 3 سي 31، يصنع التدفقان (المُوضحان في الشكل السفلي) زاويةً قائمةً مع خط نظرنا، وبالتالي، كلاهما مرئيان. يميل التدفق العلوي باتجاه الأرض قليلًا، وبالتالي فهو أكثر سطوعًا.
تنتج الأجسام المتحركة نسبيًا بسبب مجموعة متنوعة من التأثيرات الفيزيائية. يؤدي الزيغ الضوئي [الإنجليزية] إلى انبعاث معظم الفوتونات على طول اتجاه حركة الجسم. يغير تأثير دوبلر طاقة الفوتونات عن طريق إزاحتها نطو الطيف الأحمر أو الأزرق. أخيرًا، تختلف الفترات الزمنية المُقاسة بواسطة الساعات المتحركة بنفس سرعة الجسم المنبعث عن تلك التي يقيسها الراصد على الأرض بسبب تمدد الزمن وتأثيرات زمن وصول الفوتونات. توضح المعادلة التي تصف تأثير دوبلر النسبوي كيف تعدل كل هذه التأثيرات السطوع، أو الإضاءة الظاهرية، للجرم المتحرك (هذا هو سبب تسمية الإشعاع النسبوي بإشعاع دوبلر).

## نموذج تدفق مادي بسيط
أبسط نموذج للتدفق المادي هو نموذج الكرة المتجانسة المتحركة باتجاه الأرض بسرعة الضوء تقريبًا. هذا النموذج البسيط ليس واقعيًا، لكنه يوضح عملية الإشعاع الفيزيائية جيدًا.

### طيف السنكروترون والفهرس الطيفي
تبعث التدفقات المادية النسبية معظم طاقتها عبر انبعاثات سنكروترونية (دورانية تزامنية). في نموذجنا البسيط، تحتوي الكرة على إلكترونات نسبية بدرجة كبيرة وحقل مغناطيسي ثابت. تتحرك الإلكترونات الموجودة داخل الفقاعة بسرعات قريبة جدًا من سرعة الضوء ويجري تدويرها بقوةٍ بواسطة الحقل المغناطيسي. يؤدي تغير اتجاه الإلكترون إلى إطلاق طاقة على شكل فوتون. مع عدد كافٍ من الإلكترونات وحقل مغناطيسي قوي بما يكفي، يمكن أن تبعث الكرة النسبية عددًا كبيرًا من الفوتونات، ذات ترددات تتراوح بين الترددات الراديوية الضعيفة نسبيًا وترددات الأشعة السينية القوية.